# ابرجمنت-لی-تسی
ابرجمنت-لی-تسی (به فرانسوی: Abergement-lès-Thésy) یک کامین در فرانسه با جمعیت ۶۱ نفر است که در Canton of Salins-les-Bains واقع شده‌است.